# Mitchellania gibbomucronata
Mitchellania gibbomucronata är en urinsektsart som beskrevs av Hammer 1953. Mitchellania gibbomucronata ingår i släktet Mitchellania och familjen Hypogastruridae. Inga underarter finns listade i Catalogue of Life.